# Compuerta tipo cilindro
Las compuertas cilíndricas se utilizan para descargas en presión permitiendo la colocación de la sección de toma a cualquier profundidad, en un embalse. En el mismo pozo se pueden disponer tomas de agua a diversas alturas. Se acopla fácilmente a una tubería de salida.